# Safia Firozi
Safia Firozi ( en persa: صفیه فیروزی‎  ) es una piloto de aviación afgana. Es la segunda mujer aviadora del ejército afgano.

## Biografía
Su familia huyó de Afganistán durante la década de 1990, cuando los talibanes empezaron a establecer su poder. Firozi y sus familiares vivieron en Pakistán como refugiados hasta que las tropas estadounidenses invadieron Afganistán en 2001. Después volvieron a Afganistán y Firozi tras ver un anunció en televisión donde las fuerzas militares áreas instaban a las mujeres a alistarse decidió inscribirse en la academia militar para convertirse en oficial de comunicación. Junto a ella otras 12 mujeres se ofrecieron pero fue Firozi  la única que aprobó el examen.
Afganistán tenía poco más de 100 aviones, sin embargo en 2015 la OTAN y Estados Unidos empezaron a centrarse en reforzarla con mayor entrenamiento y equipamiento. La fuerza cuenta con helicópteros de ataque y aviones de ataque ligeros que han estado volando en misiones de combate aunque son los militares de la OTAN llevan a cabo la gran mayoría de los ataques en la lucha contra los insurgentes.El otro papel importante de la fuerza aérea es el de las misiones humanitarias de emergencia, ayudando a las personas afectadas por inundaciones, avalanchas, corrimientos de tierra u otras catástrofes.
Firozi es la segunda mujer piloto en el ejército afgano después de que en 2013 Niloofar Rahmani se convirtiera en la primera mujer piloto del país en más de 30 años y la primera en pilotar aviones de ala fija. Durante el gobierno respaldado por los soviéticos en la década de 1980 si que hubo algunas pilotos de helicópteros.
Tras graduarse de la escuela secundaria, estudió en una academia militar y se convirtió en oficial de comunicaciones en 2015.Tenía 25 años cuando terminó su formación en las fuerzas aéreas. En 2016 pilotaba un C-208, un avión de transporte turbohélice de las fuerzas aéreas afganas. En 2016 había más de 1800 mujeres sirviendo en el ejército afgano, respaldado por los Estados Unidos y la Organización del Tratado del Atlántico Norte.
Durante sus días de entrenamiento conoció a Mohammad Javad Najafi, que también era piloto, con el que se casó y tiene una hija llamada Narges. 
En 2021 apareció la noticia de que los talibanes la habían matado, sin embargo Firozi anunció que había abandonado Afganistán y estaba a salvo.